# Бургани Фарагани, Ахмад
Ахмад Бургани Фарагани (Ahmad Bourghani Farahani; احمد بورقانی  فراهانی; c. 1959 – 2008 г.) - влиятельный иранский реформист, политический деятель, известный журналист, автор и аналитик.
Бургани являлся заместителем министра культуры Ирана при президенте Мохаммад Хатами. Он также являлся главой ИРНА (Информационное агентство Исламской республики) в Организации Объединённых Наций,(ООН) и членом Исламского консультативного совета(Меджлис).
Бургани окончил  университет Шадида Бехешти в Тегеране со степенью бакалавра в географии. Начал заниматься журналистикой  после  окончания Исламской революции 1979 года(см.Исламская революция в Иране). Во время ирано-иракской войны (см.Ирано-иракская война (1980—1988)) вёл военно-информационную прессу, также был главным менеджером отдела новостей Иранского Агентства Новостей . С 1990 до 1993 гг. провел в Нью-Йорке (см.Нью-Йорк) как корреспондент ООН для Иранского Агентства Новостей. После возвращения помог в создании недолго просуществовавших еженедельников Бахар, Бархаран и Посланник.
В течение краткого срока пребывания заместителем министра культуры, Ахмад Бургани разрешил сотни вопросов о прохождении в свет пресс-выпусков, чем вызвал расцвет независимой иранской прессы впервые с 1979. Он сыграл существенную роль в развитии журналистики в постреволюционном Иране. После начальных нападений на реформистскую прессу, консерваторы Ирана пробовали приостановить реформистскую прессу обращениями в суд.
Бургани предстал в суде перед судьей Саидом Мортазави, защищая свободу прессы. Мортазави,являющийся племянником Аятоллы Язди, пробовал вынудить Бургани и правительство  закрыть газету Джамех, на отказ Бургани сделать это, он самостоятельно закрыл газету.
После закрытия газет Джамеха и Тауса летом 1998,в конце этого же года  появился второй всплеск независимых ежедневных газет,которые выставляли причастность служащих Министерства Сведений к политическим убийствам реформистской интеллигенции и активистов в конце 1998.
Бургани, выбранный Хатами, чтобы возглавить либерализацию в общественной сфере, оставляет пост в феврале 1999, разбитый непримиримостью комиссии Наблюдения Прессы (объединённый комитет представителей трёх властей и прессы, которая рассматривает заявления и определяет, что может и не может быть издано),  и встревоженный теплой поддержкой от его собственного министра, Атаолла Мохаджерани, который  предложил ему выдвинуть импичмент в мае.
Два года спустя Бургани был избран как представитель Тегерана в Меджлисе Ирана (см.Меджлис). Будучи членом иранского парламента, он продолжал преследовать его цель для свободы прессы в Иране и был одним из главных людей в дебатах реформ законов прессы. После чего вскоре, парламентом было получено письмо, посланное Сейедом Али Хосейни Хаменеи (см. Али Хаменеи)послал письмо парламенту, требующее прекращения дебатов.
Ахмад Бургани также являлся президентом Парламентской Группы Дружбы между Италией и Ираном. Он был организатором международной конференции, организованной в Тегеране (2007г.) "Иран, сотня лет спустя после иранской конституционной революции".
Бургани умер в Тегеранской больнице  от сердечного приступа в возрасте 48 лет.